# Skygger (film fra 1919)
 For alternative betydninger, se Skygger. (Se også artikler, som begynder med Skygger)
Skygger er en amerikansk stumfilm fra 1919 af Reginald Barker.

## Medvirkende
- Geraldine Farrar som Muriel Barnes / Cora Lamont
- Milton Sills som Judson Barnes
- Tom Santschi som Jack McGoff
- Frederick Truesdell som Frank Craftley
- George Smith